# Raimund Kokott
Raimund Kokott (* 14. Juli 1930 in Geseß, Kreis Neiße, Oberschlesien; † 28. Mai 2023 in Strausberg) war ein deutscher Berufsoffizier, zuletzt im Range eines Generalmajors der Nationalen Volksarmee (NVA) der DDR.

## Leben
Der gebürtige Schlesier Kokott stammte aus einfachen Verhältnissen; sein Vater war Bäcker. Er besuchte die Schule bis zur achten Klasse und begann 1944 eine Ausbildung als Drogist, die er jedoch abbrach, da seine Familie 1945/46 von den polnischen Behörden aus Oberschlesien in die Sowjetische Zone vertrieben wurde. Hier verdingte sich Kokott zunächst als Land- und Hilfsarbeiter. 1946 trat er der SED bei. 1948 trat er in den Dienst der bewaffneten Organe, zunächst der Volkspolizei. Er wurde in Appollensdorf, Weißenfels, Dessau und Prora stationiert. Von 1955 bis 1959 lebte Kokott in der Sowjetunion, wo er die Militärpolitische Akademie der Sowjetunion besuchte. Von 1959 bis 1961 war Kokott im Mot. Schützen-Regiment 24 eingesetzt. 1961 war er Leiter einer Unterabteilung für Agitation und Propaganda bei der 4. Mot. Schützen-Division und danach stellvertretender Kommandeur und Leiter einer Politabteilung der Division. Von 1965 bis 1968 hatte Kokott einen Lehrstuhl an der Militärakademie Dresden inne, von 1968 bis 1971 folgte die Aspirantur an der Militärakademie Dresden. Es folgten diverse Verwendungen an der Akademie und im Verteidigungsministerium. 1982 erfolgte die Beförderung zum Generalmajor. Im Zuge der deutschen Wiedervereinigung schied Kokott 1990 aus dem aktiven Dienst aus.

### Auszeichnungen
- Vaterländischer Verdienstorden in Bronze
- Scharnhorst-Orden